# Вальквист, Линус
Рульф Линус Вальквист (швед. Rolf Linus Wahlqvist; 11 ноября 1996 года, Норрчёпинг, Швеция) — шведский футболист, играющий на позиции защитника за клуб «Погонь» (Щецин) и сборной Швеции.

## Клубная карьера
С 13 лет находится в системе «Норрчёпинга».
6 апреля 2016 года дебютировал в шведском чемпионате в поединке против «Хельсинборга», заменив на 88-й минуте Николу Ткалчича.. В августе 2014 года подписал с «Норрчёпингом» профессиональный контракт до конца сезона 2018 года. В июле 2018 года перешёл в дрезденское «Динамо», подписав с клубом контракт на четыре года.

## Статистика по сезонам
| Сезон | Клуб       | Матчи | Голы |
| ----- | ---------- | ----- | ---- |
| 2014  | Норрчёпинг | 24    | 0    |
| 2015  | Норрчёпинг | 29    | 3    |
| 2016  | Норрчёпинг | 12    | 1    |

## Международная карьера
С 2011 года привлекался в юношеские сборные Швеции. В 2013 году в составе юношеской сборной Швеции до 17 лет принимал участие в чемпионате мира данной возрастной категории, где Швеция заняла третье место.
В 2016 году дебютировал в главной сборной страны. 6 января 2016 года он вышел на замену на 83-й минуте вместо капитана Эмиля Бергстрёма в товарищеском матче против сборной Эстонии.